# Bigod 20
Bigod 20 ist eine deutsche EBM- und Techno-Formation, die in den späten 1980ern von Andreas Tomalla (alias Talla 2XLC) und Markus Nikolai (alias Jallokin) in Frankfurt am Main gegründet wurde. Zu dieser Zeit war Talla außerdem mit anderen musikalischen Projekten befasst, zum Beispiel Robotiko Rejekto, Tribantura und Microchip League.

## Bandgeschichte
1988 veröffentlichte Bigod 20 die Single Body To Body auf Tallas neu gegründetem Label Music Research, aus dem später das Label Zoth Ommog Records hervorging.
1990 unterschrieb die Band bei Sire Records und veröffentlichte die Single The Bog. Nicht nur deshalb, weil die Vocals von Jean-Luc De Meyer, dem Kopf der belgischen EBM-Band Front 242 eingesungen wurden, sondern wegen des gesamten Sounds dieses Stückes wird es bis heute oft fälschlicherweise für einen Titel von Front 242 gehalten.
1991 wurde Thomas Franzmann (alias Zip Campisi) neues Bandmitglied. Im selben Jahr erschien das erste Album der Band unter dem Namen Steel Works!. Die ausgekoppelte Single On The Run lehnt sich stark an Madonnas Titel Like A Prayer an. Kurz darauf folgte eine weitere Auskopplung unter dem Titel It's Up To You.
1994 erschien das zweite Album von Bigod 20, betitelt Supercute.
2004 erschien auf dem Label Blanco y Negro Records die Maxi-Single Acid To Body.

## Diskografie

### Alben
- Steel Works! LP/CD Zoth Ommog Sire/Warner Bros. 1992
- Supercute CD Zoth Ommog/Sire 1994

### Singles
- Body & Energize 12"/MCD TDI/ZYX Records 1988
- America 12"/MCD TDI/ZYX Records 1988
- Acid to Body 12"/CDS TDI/ZYX Records 1988
- The Bog 12"/CDS Zoth Ommog Sire/Reprise 1990
- Carpe Diem 12"/MCD Sire/Reprise Records 1991
- On the Run 12"/CDS Zoth Ommog Records Sire/Warner Bros. 1992
- It's Up To You CDS Zoth Ommog/Semaphore 1993
- Like a Prayer CDS Zoth Ommog/Semaphore 1993
- One MCD Zoth Ommog Sire Records 1994
- Acid To Body 12"/CDS Blanco Y Negro Records 2004